# John Knox
John Knox (Giffordgate, 1505-1515 körül – Edinburgh, 1572. november 24.) skót reformátor, kálvinista teológus és egyházszervező. Őt tartják a skót református egyház, a skót presbiterianizmus alapítójának.

## Élete
Életének korai szakaszáról nem maradtak fenn hiteles adatok. Egyes források szerint nem maradt nyoma, hogy egyetemet végzett volna, noha írásai arról tanúskodnak, hogy tudott latinul és franciául, valamint ismerte néhány egyházatya egyes műveit. Más források szerint a glasgow-i egyetemen teológiát és jogot tanult. 1530-ban vagy talán 1536-ban katolikus pappá szentelték. Egy ideig egyházi jegyzőként és arisztokrata családoknál nevelőként illetve udvari papként tevékenykedett. Feltételezhetően 1540-1545 körül kezdett kételkedni a katolikus tanokban.
1546-ban skót nemesek egy csoportja – VIII. Henrik felbujtására – megölte David Beaton bíborost és elfoglalta a St. Andrews Castle-t. A konfliktusba beavatkozó francia hadsereg 1547-ben visszafoglalta az erődöt, és foglyul ejtették a protestáns katonák prédikátorát, Knoxot is. Knox tizenkilenc hónapot töltött francia fogságban, részben gályarabként, részben Rouen városában. Kiszabadulása után 1549–1554 között Angliában a puritanizmus egyik úttörője volt. VI. Eduárd uralkodása alatt nagy tekintélyre tett szert, többek között felkínálták neki a rochesteri püspöki széket, amit azonban nem fogadott el. Egyike volt a király udvari káplánjainak, részt vett az 1552-es angliai imádságos könyv előkészítésében, és véleményét kérték a vallásügyi törvénnyel illetve a liturgia megreformálásával kapcsolatban.
A katolikus I. Mária uralomra kerülése után, a protestánsok üldözése miatt Knox elmenekült az országból és öt évet töltött Európában, Frankfurtban és Genfben, ahol Kálvin János tanítványa lett. Távollétében Angliában halálra ítélték és in effigie megégették. 1554-ben vette el feleségül a kálvinista Marjorie Bowest, akitől Genfben két fia született. Genfben írta híres First Blast of the Trumpet against the Monstrous Regiment of Women című művét, amely a kortárs királynők és királynék, I. Mária, Lotaringiai Mária, Medici Katalin, illetve a francia trónörökös felesége, Stuart Mária ellen irányult. Művében azt hirdette, hogy a katolikus uralkodó ellen – főleg ha az ráadásul nőnemű – megengedett a lázadás.
1559-ben – I. Erzsébet uralomra jutását követően – Knox visszatért Skóciába, ahol nekilátott a kálvini mintájú egyház szervezésének. 1560-ban a skót parlament elfogadta a Confessio Scotica szövegét, és megbízta Knoxot, hogy lelkésztársaival együtt dolgozza ki az egyházi rendtartást. Noha I. Erzsébet soha nem bocsátotta meg Knox nőellenes írását, franciaellenes politikájába jól illeszkedett a skót protestánsok támogatása a katolikus Stuart Mária ellenében.
Knox életének utolsó tizenkét évét a skót reformáció győzelmének szentelte. Knox a kálvini modellt ültette át szülőhazájának viszonyaira: az egyházat a hívők önkormányzata, azaz a presbitérium vezette. Röviddel halála előtt még hírül vette a Szent Bertalan-éji mészárlást, és betegen ugyan, de dörgedelmes prédikációt intézett a kegyetlen gyilkos és gaz áruló francia király (IX. Károly) ellen. Amikor hatvanhét éves korában elhunyt, az egész ország meggyászolta.

## Egyénisége
Nem volt olyan csiszolt elméjű és tanult, mint Luther vagy Kálvin, de bátorságban és a jellem szilárdságában egyenlő volt velük – írja Philipp Schaff. Leginkább az ótestamentumi prófétákra hasonlított, és nyoma sem volt benne szelídségnek vagy keresztényi türelemnek. Az utókor megosztott volt az értékelésében: egyesek számára „félbarbár eretnek vagy legjobb esetben szent vadember”, mások szerint azonban „több, mint zseniális ember – mennyei ihletésű próféta” volt. Puritánul élt és szegénységben halt meg.

## Művei
- A confessio and declaratio of praiers upon the death of Edward the VI., London, 1554
- A Faythfull admonition, Zürich, 1554
- The appellation of John Knox and an admonition to England and Scotland, Genf, 1558
- Firts Blast of the Trumpet against the Monstrous Regiment of Women, Genf, 1555
- The History of the Reformation in Scotland, Edinburgh – London, 1564

## Magyarul megjelent művei
- A skóciai reformáció története; ford. Egyed Péter, Gondáné Kaul Éva; Hetedik, Felsőörs, 2017 (Lux lucet in tenebris)